# Южная Тарава

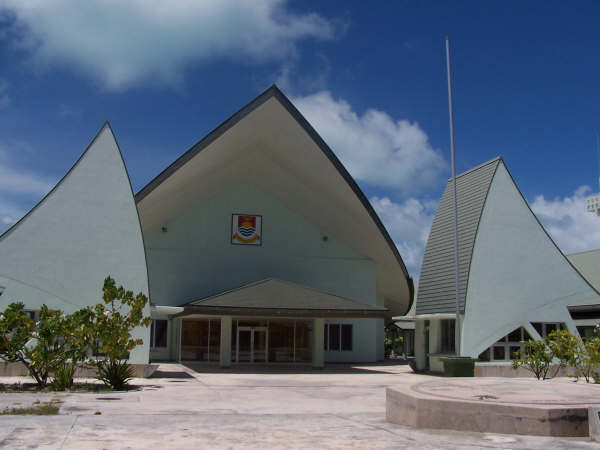
Здание парламента

Ю́жная Тара́ва (англ. South Tarawa, кириб. Tarawa Teinainano) или Городской совет Теинаина́но (англ. Teinainano Urban Council) — официальная столица микронезийского государства Кирибати, расположенная на атолле Тарава. Численность населения — 50 182 человек (2010 год). Плотность населения — 3184,14 чел. на км². Площадь — 15,76 км².

## Муниципалитеты

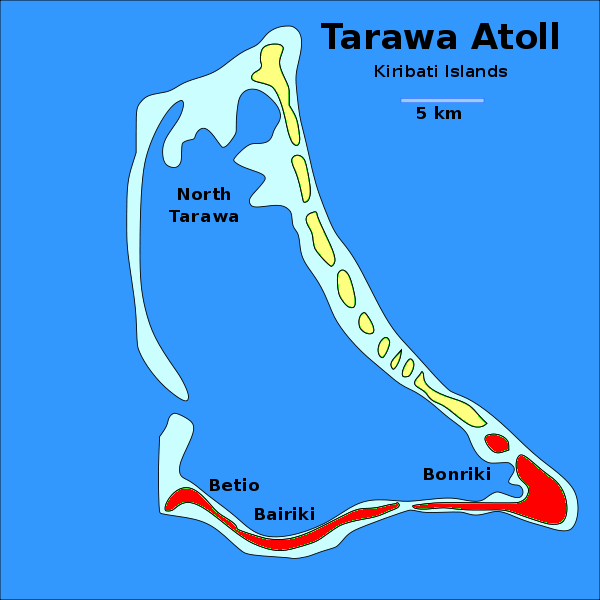
Карта муниципалитетов Южной Таравы (красный цвет)

Южная Тарава состоит из четырёх городских муниципалитетов, в которых расположены различные государственные учреждения и основные предприятия страны: Бетио (кириб. и англ. Betio), Баирики (кириб. и англ. Bairiki), Бонрики (кириб. и англ. Bonriki), Бикенибеу (кириб. и англ. Bikenibeu) (все они расположены на одноимённых островах).
В Бетио, самом южном из муниципалитетов, расположен главный порт страны, главная электростанция атолла, несколько правительственных учреждений, Морской институт (англ. The Maritime Training Institute) и несколько коммерческих учреждений.
На острове Баирики, расположенном в 3 км от атолла Бетио, находятся главные правительственные учреждения страны, в том числе, резиденция президента, парламент, ряд министерств, Национальный суд Кирибати, почта, центральные офисы телекоммуникационных учреждений и городской рынок.
В муниципалитете Бонрики расположена самая большая в Южной Тараве гостиница на 60 мест, министерство образования, центр подготовки учителей (англ. The Teachers Training College), национальная больница.
На острове Бикенибеу, лежащем в 5—7 км от Бонрики, расположен аэропорт, Министерство природных ресурсов.
Бонрики и Бетио соединены множеством дамб.
Южная Тарава является важным образовательным центром (см. Список учебных заведений Таравы).

## Климат
| Показатель                     | Янв. | Фев. | Март | Апр. | Май  | Июнь | Июль | Авг. | Сен. | Окт. | Нояб. | Дек. | Год  |
| ------------------------------ | ---- | ---- | ---- | ---- | ---- | ---- | ---- | ---- | ---- | ---- | ----- | ---- | ---- |
| Средний суточный максимум, °C  | 31,1 | 31,2 | 31,3 | 31,4 | 31,4 | 31,5 | 31,6 | 31,6 | 31,4 | 31,8 | 31,7  | 31,5 | 31,5 |
| Средний суточный минимум, °C   | 24,5 | 25,0 | 25,3 | 25,4 | 25,7 | 25,5 | 25,6 | 25,7 | 25,7 | 25,5 | 25,4  | 25,1 | 25,4 |
| Норма осадков, мм              | 272  | 201  | 188  | 183  | 163  | 137  | 157  | 122  | 89   | 89   | 102   | 203  | 1905 |
| Источник: World Weather Online |      |      |      |      |      |      |      |      |      |      |       |      |      |